# Kokhusgölen
Kokhusgölen är en sjö på Ränneslätt i Eksjö i Eksjö kommun i Småland och ingår i Emåns huvudavrinningsområde.